# Покров (Гагинський район)
Покров (рос. Покров) — село в Гагинському районі Нижньогородської області Російської Федерації.
Населення становить 283 особи. Входить до складу муніципального утворення Покровська сільрада.

## Історія
Від 2009 року входить до складу муніципального утворення Покровська сільрада.

## Населення
| 2002 | 2010 |
| ---- | ---- |
| 314  | ↘283 |